# M. Moleiro Editor
M. Moleiro Editor ist ein auf die Faksimilereproduktion von Kodizes, Landkarten und illuminierten Manuskripten spezialisierter Verlag, der 1991 in Barcelona gegründet wurde.

## Geschichte
Noch während seines Studiums gründete Manuel Moleiro 1976 den Verlag Ebrisa. In ihm veröffentlichte er Bücher über Kunst, Wissenschaft und Kartographie und arbeitete in verschiedenen Gemeinschaftsprojekten mit Verlagen wie Times Books, Encyclopaedia Britannica, MacMillan, Edita, Imprimerie Nationale und Franco Maria Ricci zusammen.
1991 beschloss er, ein Unternehmen unter seinem eigenen Namen und mit eigener Marke zu gründen. Seither hat sich dieses auf die Klonation einiger der wichtigsten bibliografischen Schätze des Mittelalters und der Renaissance spezialisiert. Hierzu hat es sich die Genehmigungen von Bibliotheken und Museen wie der Französischen Nationalbibliothek, der British Library, der Morgan Library & Museum, des Metropolitan aus New York, der Russischen Nationalbibliothek, der Huntington Library oder der Gulbenkian-Stiftung in Lissabon eingeholt. Jede Faksimileausgabe wird von einem Kommentarband ergänzt, der von Wissenschaftlern verfasst wird, die auf die Kodikologie spezialisiert sind.

## Verlagsarbeit
Die Ausgaben von M. Moleiro Editor erweisen sich als schwer von ihren Originalen unterscheidbar. Um sie von dem Begriff »Faksimile« abzugrenzen, beschloss M. Moleiro Editor, die Kodizes als »Beinahe-Original« zu bezeichnen. Alle Ausgaben des Hauses sind Erst- und unwiederholbare, auf 987 begrenzt nummerierte und notariell beglaubigte Exemplare.
2001 charakterisierte die Tageszeitung The Times die Arbeit des Verlags als die »Kunst der Perfektion«. Ein Jahr später schrieb Allegra Stratton in derselben Tageszeitung, dass »der Papst mit einem Beinahe-Original von Moleiro neben seinem Bett schläft«.
Mit der Zeit sind zu Papst Johannes Paul II. Persönlichkeiten wie die ehemaligen US-Präsidenten Jimmy Carter, Bill Clinton und George Bush, der Literaturnobelpreisträger José Saramago, der Präsident Portugals Aníbal Cavaco Silva oder König Juan Carlos I. von Spanien hinzugekommen.
Zu den wichtigsten von M. Moleiro reproduzierten Werken gehören von den Werken des Beatus von Liébana, der Beatus von Cardeña, der Beatus von Arroyo, der Beatus von Silos, der Beatus von Ferdinand I. und Sancha und der Beatus von Girona. Ebenfalls unter seinem Label sind die drei Bände der Bibel Ludwigs des Heiligen herausgegeben worden, die als das bedeutendste bibliografische Denkmal der Geschichte mit insgesamt 4887 Miniaturen angesehen wird. In seinem Katalog ragen auch zahlreiche Stundenbücher wie etwa das Brevier Isabella der Katholischen, die Grandes Heures der Anne de Bretagne oder das Stundenbuch der Johanna I. von Kastilien, medizinische Traktate wie das Buch der einfachen Heilmittel oder der Tacuinum Sanitatis und Meisterwerke der Kartographie wie der Miller Atlas oder der Vallard Atlas heraus.

## Vollständige Aufstellung der »Beinahe-Original«-Ausgaben
- Apokalypse 1313
- Flämische Apokalypse
- Miller Atlas
- Weltatlas des Diogo Homem
- Weltatlas des Fernão Vaz Dourado
- Vallard Atlas
- Beatus von Liébana, Kodex aus Girona
- Beatus von Liébana, Kloster San Pedro de Cardeña
- Bibel Ludwig des Heiligen
- Bible moralisée aus Neapel
- Brevier von Isabella der Katholischen
- Genealogie Christi
- Grandes Heures der Anne de Bretagne
- Stundenbuch – Golfbuch
- Stundenbuch von Karl von Angoulême
- Stundenbuch von Heinrich VIII.
- Stundenbuch der Johanna I. von Kastilien
- Buch der Glückseligkeit
- Buch der Schätze
- Buch der Testamente
- Kommentierter Dreifach-Psalter
- Splendor Solis
- Tacuinum Sanitatis
- Theriaka und Alexipharmaka
- Tractatus de Herbis
- Apokalypse Gulbenkian
- Beatus von Liébana, Kodex von Ferdinand I. und Doña Sancha von Kastilien und León
- Beatus von Liébana, Kloster San Andrés de Arroyo
- Beatus von Liébana, Kloster Santo Domingo de Silos
- Karte des Christoph Kolumbus
- Stundenbuch von Karl VIII.
- Stundenbuch des Ludwig von Orleans
- Stundenbuch von María von Navarra
- Das Buch der einfachen Heilmittel
- Gebetbuch des Albert von Brandenburg
- Katalanische Weltkarte
- Martyrologium von Usuardus
- Das Buch des Ritters Zifars
- Theatrum Sanitatis